# Cuna tablero

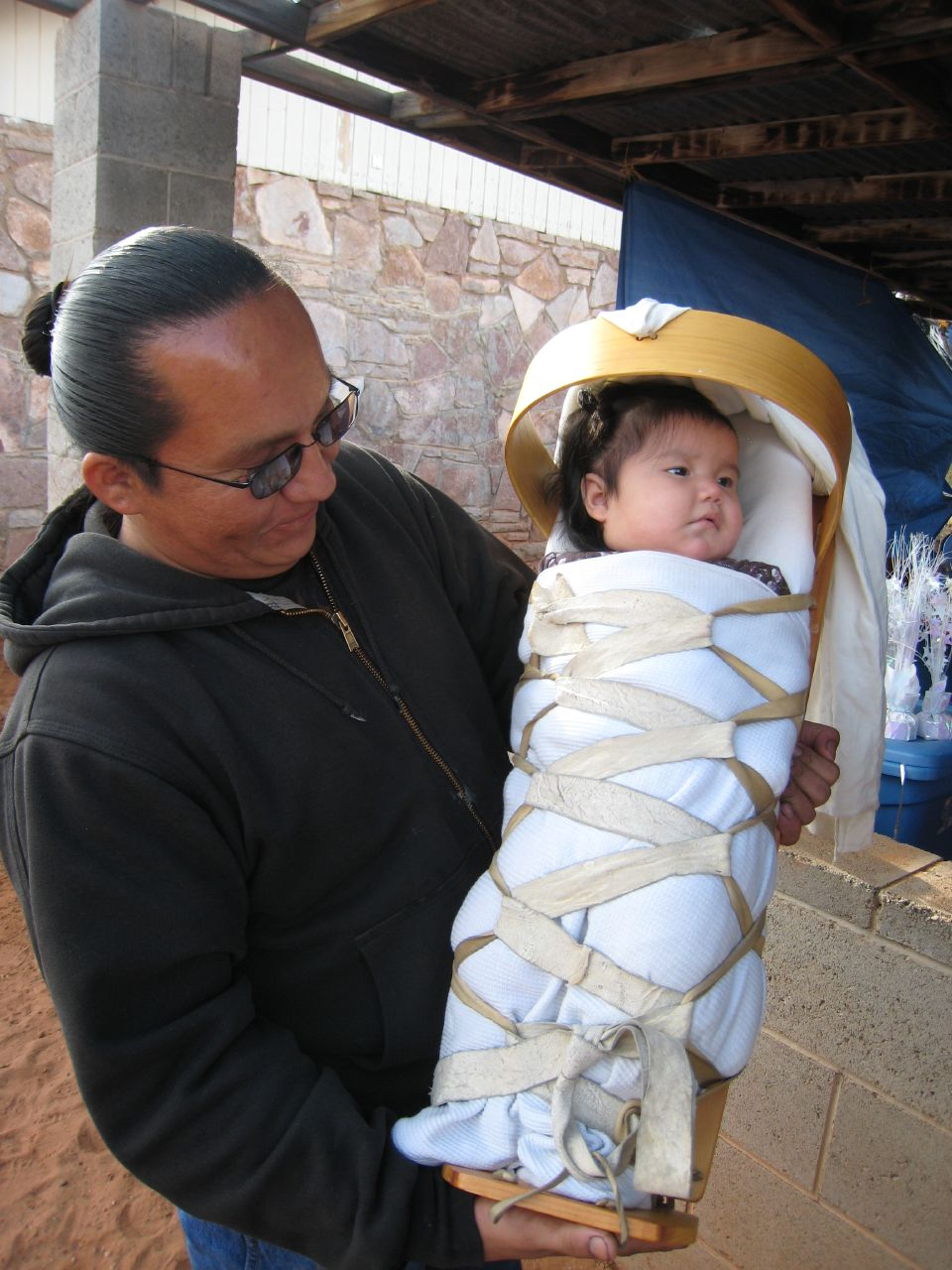
Una cuna tablero estilo navajo.

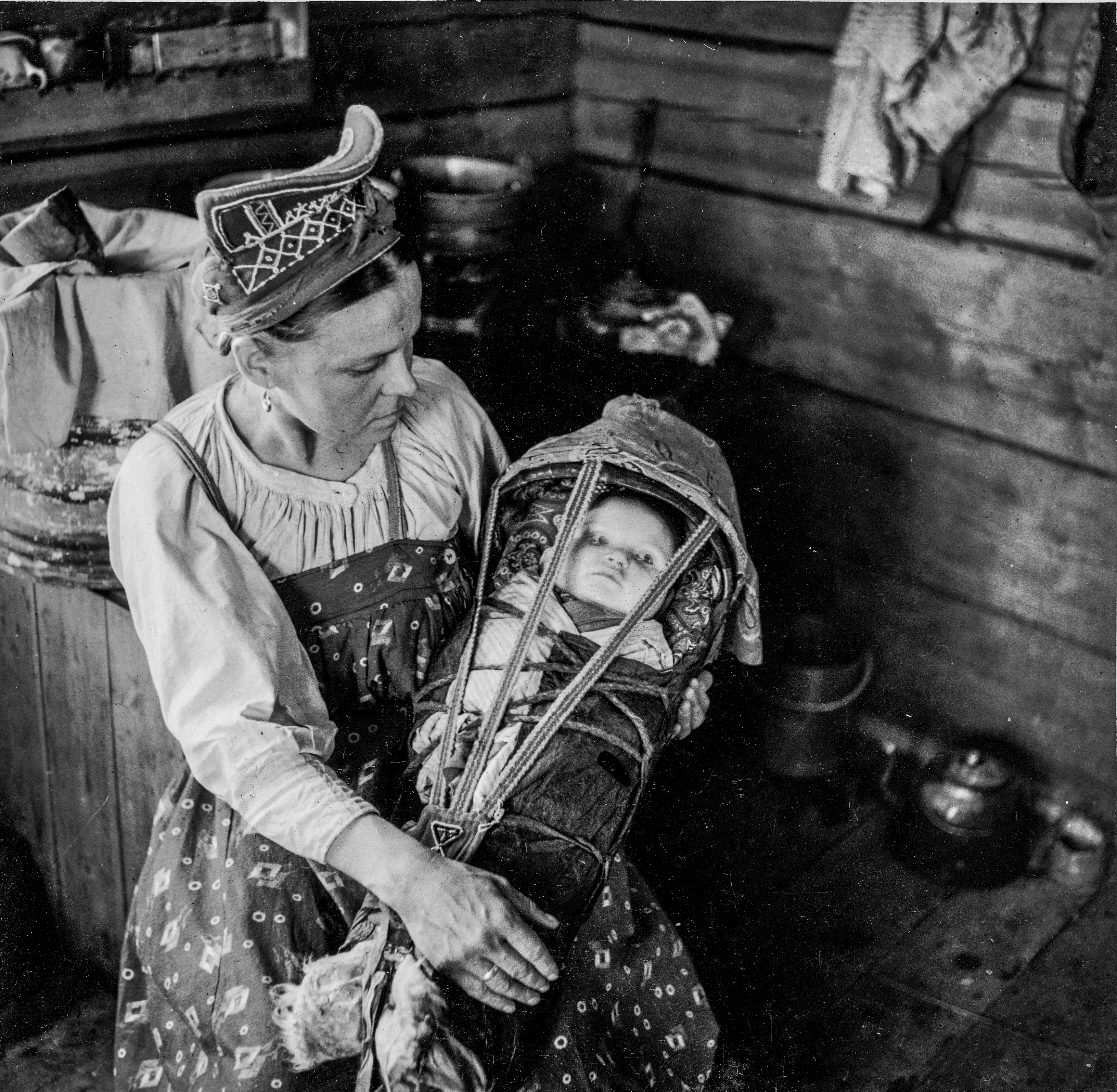
Una madre sami skolt con su hijo en un ǩiõtkâm

Una cuna tablero es un portabebé portátil tradicional utilizado por muchos pueblos indígenas en América del Norte y en el norte de Escandinavia entre los sami. Hay una variedad de estilos de cunas tablero, todas ellas son portátiles y reflejan las diversas prácticas artesanales de las culturas indígenas. Algunas comunidades indígenas de América del Norte todavía usan cunas tablero.

## Estructura

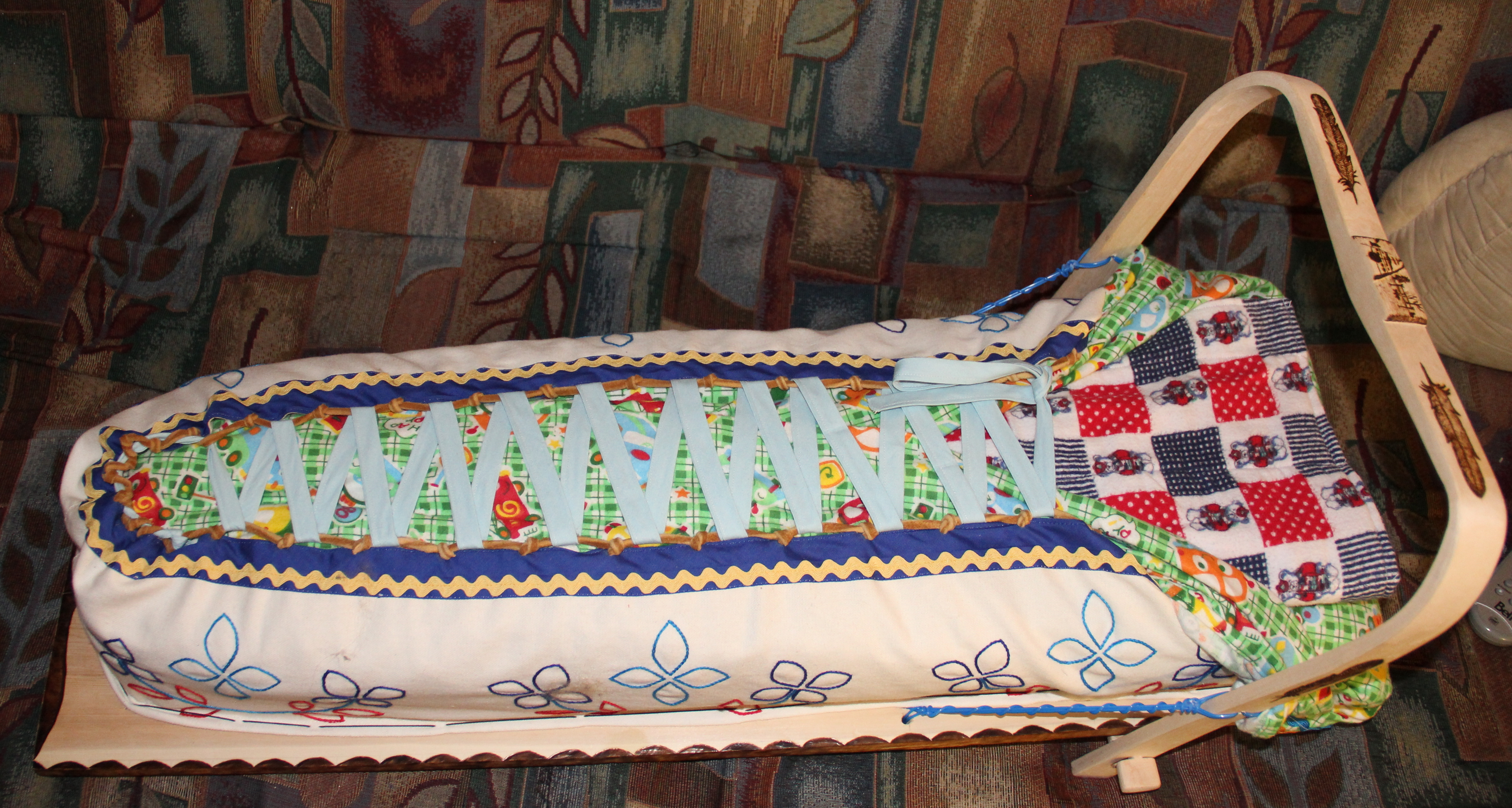
Cuna tablero el pueblo atikamekw.

Las cunas se utilizan durante los primeros meses de vida de un bebé, cuando un portabebés portátil para el bebé es una necesidad. Algunas cunas están tejidas, como las usadas por el pueblo apache. Las cunas tejidas están hechas de fibras de sauce, cornejo, junco o totora. Las cunas tablero eran usadas por los iroqueses y penobscot. Las cunas tablero de los navajo están hechas con un marco de pino ponderosa con cordones de piel de ciervo enrollados a través del marco.
Independientemente de los materiales que se utilicen para fabricar las cunas, comparten ciertos elementos estructurales. Las cunas están construidas con un marco protector amplio y firme para la columna vertebral del bebé. Se incorpora un reposapiés en la parte inferior de la cuna, así como una cubierta redondeada sobre la cabeza del bebé que forma un arco desde la cuna, similar a un dosel o una capota de carro de bebé moderna. El propósito de este tocado es dar sombra al infante, ya que podría cubrirse con una piel de animal o una manta en invierno para protegerlo en climas fríos. El casco también proporciona protección adicional para la cabeza en caso de que algo choque contra la base. Los adornos y amuletos sagrados a menudo también se adjuntan al casco, por ejemplo, "cordón umbilical con cuentas y atrapasueños o ruedas con amuletos", para divertir y ayudar al bebé a desarrollar su vista.
El interior de la cuna tablero está acolchado con un revestimiento de fibras vegetales frescas, como musgo, totora hacia abajo o corteza triturada de enebro o romerillo. El forro sirve como pañal descartable, aunque los navajos podían limpiar y reutilizar el forro hecho de enebro rallado o corteza de cliffrose. Estas fibras vegetales tienen propiedades antisépticas y, por lo tanto, nutren la piel del bebé. Los chippewa preparaban un revestimiento para la cuna, generalmente de musgo que crece en pantanos de arándano, al cual ahumaban sobre el fuego para matar insectos, luego lo frotaban y estiraban para ablandarlo. En climas fríos, los pies del bebé pueden estar envueltos en piel de conejo con la piel hacia adentro. El revestimiento de musgo está rodeado por un inserto de bandeja de corteza de abedul colocado en la cuna, que se puede quitar para limpiarlo.

## Uso

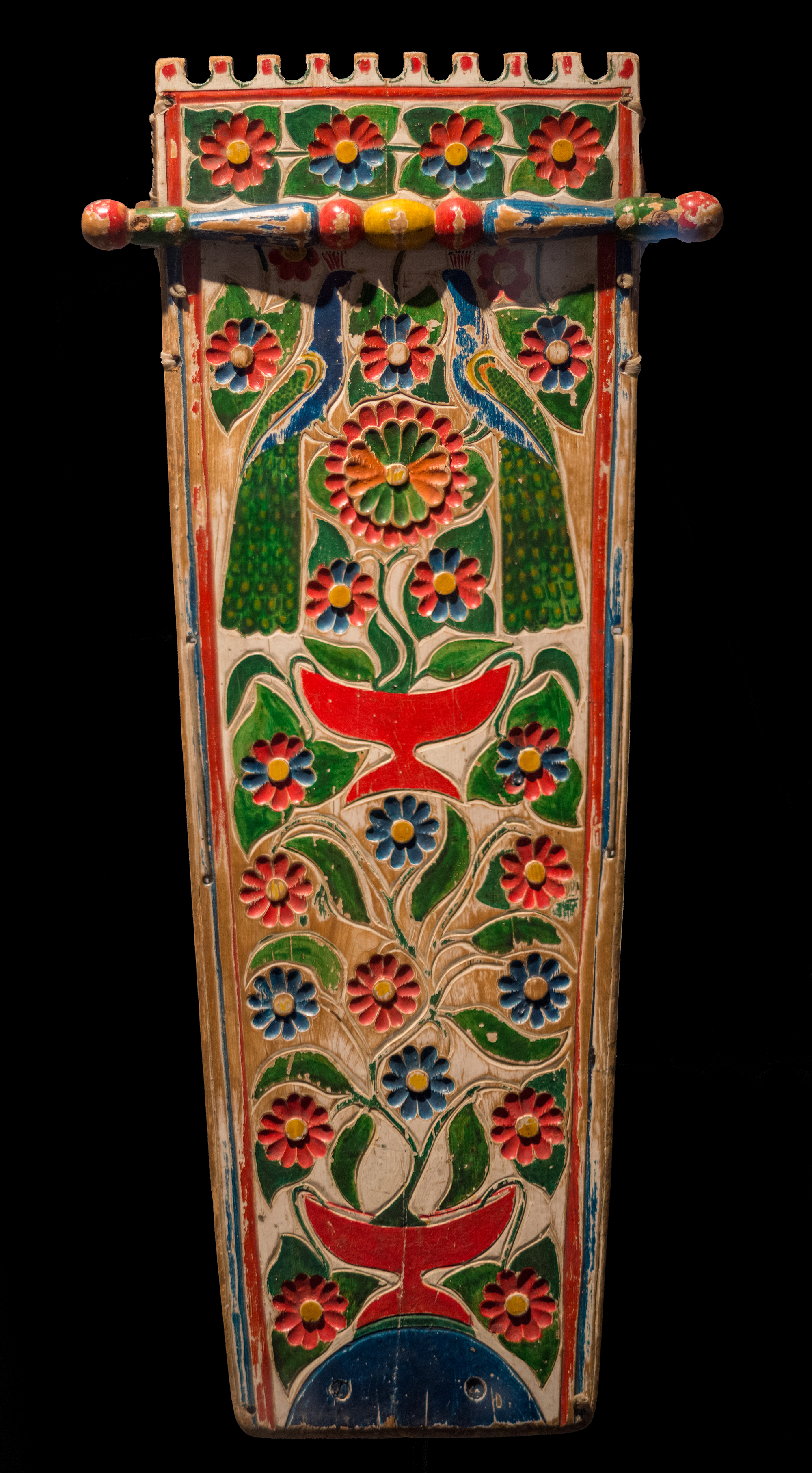
Cuna tablero iroqués.

Las cunas tablero se han utilizado en culturas que van desde las regiones subárticas del Canadá actual hasta México y América Central. En las regiones árticas, el clima frío no hace que una cuna tradicional sea factible para la supervivencia del bebé, y los bebés se cargan colocándolos en un cabestrillo debajo de la parka de la madre. Las cunas tablero fueron ampliamente utilizadas por los pueblos indígenas en la actual América del Norte. Las cunas tablero son utilizadas por los kikapú en México y fueron utilizadas por los aztecas y el pueblo seri y mayas tan al sur como Belice. A comienzos del siglo XXI en América del Sur, la mayoría de las culturas indígenas usan cabestrillos o bolsas, a veces llamados "rebozos", para llevar bebés en lugar de cunas. Sin embargo, las cunas tablero se utilizaron en la parte más austral del continente, en la Patagonia.
Las cunas se utilizaron durante los períodos en los que la madre del bebé tenía que desplazarse o tener movilidad para trabajar, y necesitaba proteger al bebé. La cuna tablero puede llevarse en la espalda de la madre, usando correas que se envuelven alrededor de su frente, pecho u hombros; si lleva un paquete además de la cuna, la correa del paquete iría alrededor de su pecho y la correa de la cuna alrededor de su frente. La cuna también puede ser apoyada contra un árbol grande o una roca si el bebé es pequeño, o colgada de un poste (como dentro de una casa comunal iroquesa), o incluso colgada de una rama de árbol resistente. También se usaban cuando se requería un viaje más largo, ya que la cuna tablero se podía unir a un caballo para su transporte.
En el suroeste de los Estados Unidos y el norte de México, entre culturas como los hopi y apaches, los bebés pasaban la mayor parte del día y la noche en la cuna, y los sacaban de ella por períodos progresivamente más largos, hasta cinco veces al día. Cuando el bebé alcanza la edad en la que puede sentarse sin apoyo, se le retira gradualmente del uso de la cuna y pasa progresivamente menos tiempo en ella. En este momento, el bebé puede usar una segunda cuna más grande que reemplaza a la primera. Para cuando el bebé cumple un año y comienza a caminar, por lo general se deja de usar la cuna tablero.
El uso de la cuna y su efecto sobre la interacción madre-hijo se ha estudiado en las comunidades navajo. Se ha demostrado que el uso de cradleboard no tiene un efecto negativo significativo en este desarrollo. En los primeros meses de la infancia, las cunas tienen un efecto calmante en los bebés. Después de los 6 meses de edad o más, los bebés comienzan a resistirse a que los coloquen en las cunas con más fuerza a medida que se vuelven más móviles, y a menudo se los coloca en la cuna con los brazos y las manos libres para que puedan jugar con los objetos que cuelgan de la cuna. para su diversión.

## Displasia de caderas

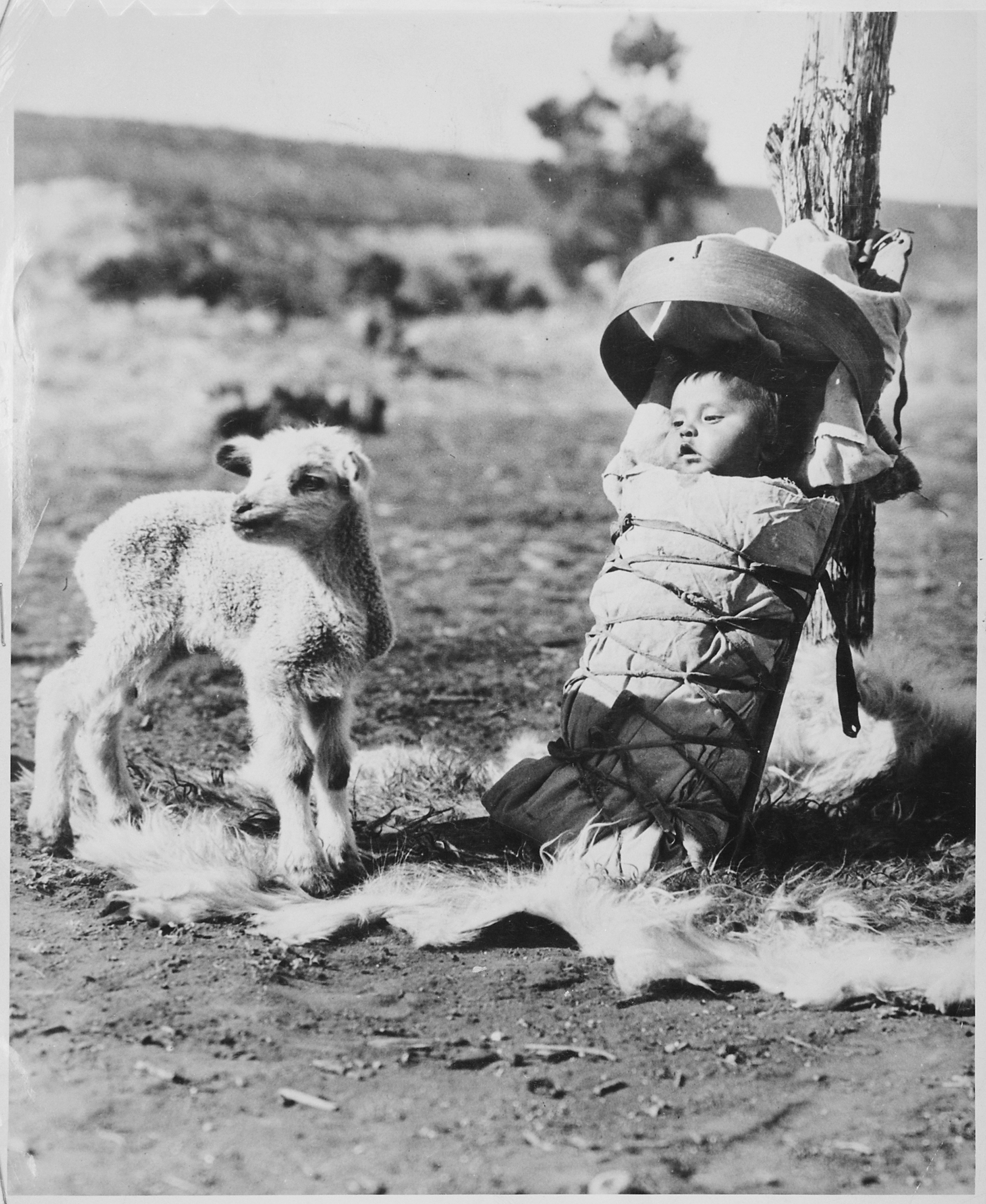
Bebé navajo en una cuna tablero, Window Rock, Arizona, 1936

Algunos estudios asocian el uso de la cuna tablero con una mayor incidencia de la displasia del desarrollo de la cadera. La técnica usada para acomodar el bebé en la cuna requiere enderezar las piernas, lo que favorece la dislocación del fémur y la malformación del acetábulo. Esto se puede evitar colocando un relleno entre las piernas del bebé para mantener las rodillas ligeramente dobladas con la cadera en ángulo hacia afuera. Algunos usuarios modernos de la cuna tablero afirman que el reducido estudio realizado en 1968 sobre bebés navajos fue diseñado intencionalmente para denigrar una práctica cultural tradicional.